# Перттунен, Вяйнё
Вяйнё Алексантери Перттунен (фин. Väinö Aleksanteri Perttunen, 12 сентября 1906 — 8 сентября 1984) — финский борец греко-римского стиля, чемпион Европы.

## Биография
Родился в 1906 году в Кеми. В 1933, 1937 и 1938 годах становился чемпионом Финляндии. В 1936 году принял участие в Олимпийских играх в Берлине, где занял 4-е место. В 1937 и 1938 годах становился чемпионом Европы.